# 호버보드

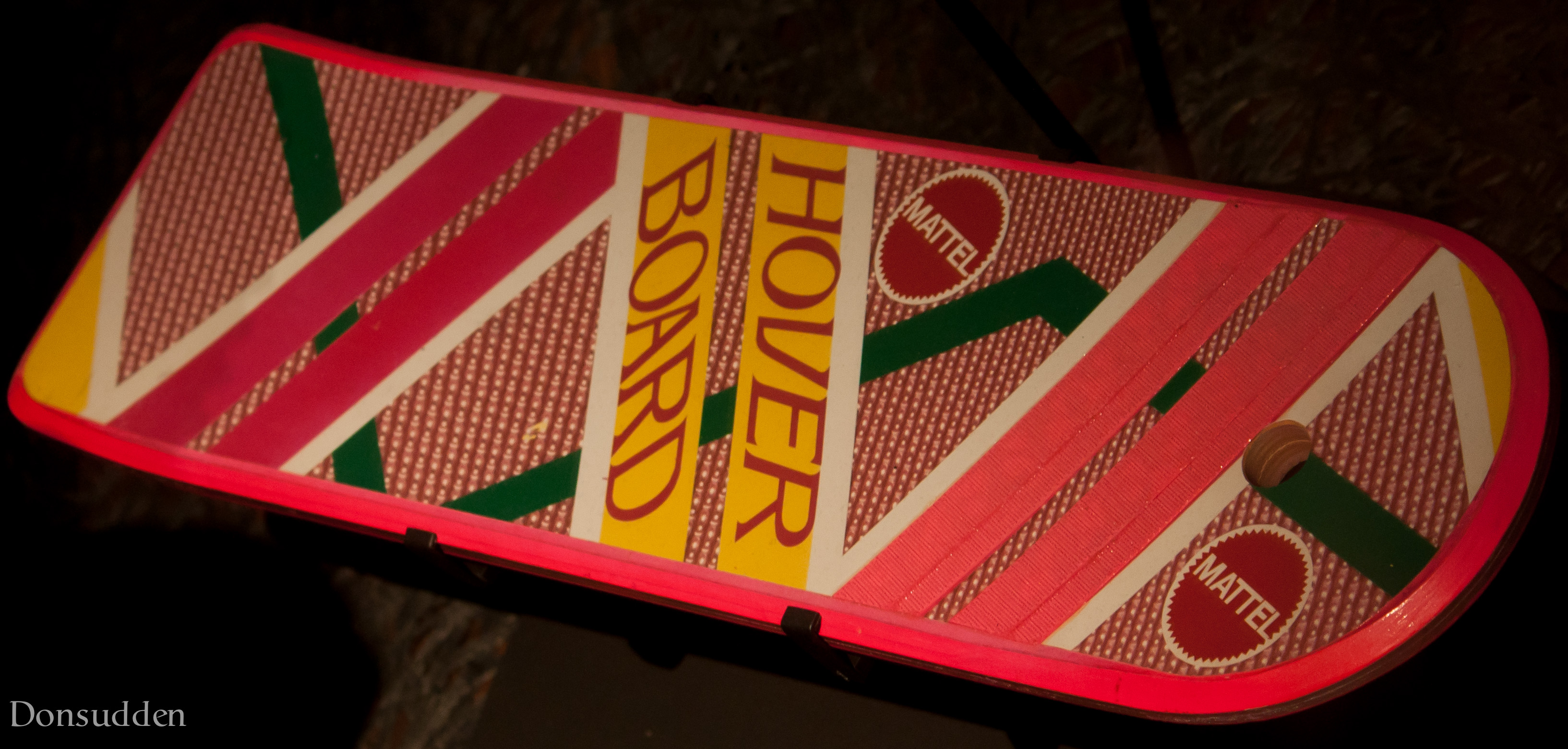
호버보드

호버보드(hoverboard) 또는 호버 보드(hover board)는 영화 백 투 더 퓨처 2와 백 투 더 퓨처 3에서 개인용 이동 수단으로 사용된 공중부양 보드이다. 호버보드는 바퀴가 없는 스케이트보드와 비슷하다.
2023년 3월 22일, 프랑스인 다미앙 돌라타(Damien Dolata)가 YouTube에 리풀스(Ripulse)라는 이름의 실용적인 플라잉 보드의 첫 번째 버전을 공개했다. 현재 이 플라잉 보드는 약 30kg 정도의 무게를 지닌 사람을 공중에 떠오르게 할 수 있다. 이 보드는 4개의 자기 회전 추진기로 구성되어 있으며, 이 추진기는 전도성을 갖는 땅에서 포코 전류를 만들어낸다.